# Amina Sankharé
Amina Sankharé (født 4. maj 1989) er en kvindelig håndboldspiller fra Senegal. Hun spiller for Fleury Loiret HB og Senegals kvindehåndboldlandshold, som stregspiller.
Hun deltog ved verdensmesterskabet i håndbold 2019 i Japan.